# Franz Anton Real
Franz Anton Real (* 14. oder 15. April 1816 in St. Gallen; † 17. Februar 1878 ebenda) war ein Schweizer Jurist und Politiker.

## Leben

### Familie
Franz Anton Real wurde als Sohn des Kriminalaktuars Franz Real und seiner zweiten Ehefrau Anna Catharina (geb. Merz), in St. Gallen geboren. Seine Familie stammle ursprünglich aus Gressonay im Piemontesischen und hatte sich später in Schwyz niedergelassen. Sein Vater siedelte dann nach Rapperswil über, und erhielt dort das Bürgerrecht. 
Im Jahr 1861 heiratete Franz Anton Real Maria, die Tochter von Ferdinand Kurrer aus Bregenz; gemeinsam hatten sie fünf Kinder. 

### Werdegang
Seine Kindheit und Jugend verbrachte Franz Anton Real in seiner Heimatstadt, wo er eine solide Bildung an der neu gegründeten katholischen Primarschule und der katholischen Kantonsschule in St. Gallen erhielt; dort hatte er unter anderem Unterricht bei Josef Anton Sebastian Federer (1794–1868) und Anton Henne. Nach dem Abschluss seiner schulischen Ausbildung begab er sich von 1836 bis 1839 zum Studium der Rechtswissenschaften an die Universitäten von Bern, Jena und München; in Bern hörte er Vorlesungen bei Wilhelm Snell, in dessen Haushalt er auch lebte, bei Ignaz Paul Vital Troxler und Friedrich Kortüm sowie in Jena bei Christoph Martin. Diese akademischen Erfahrungen legten den Grundstein für seine spätere Karriere im juristischen und politischen Bereich.
Nach Beendigung seines Studiums trat er anfangs als Kriminalaktuar und kurze Zeit als Kantonsgerichtsschreiber, in den Dienst des Kantons St. Gallen ein, wo er darauf 1842 als Verhörrichter tätig wurde. Diese Position, die er bis 1849 innehatte, ermöglichte es ihm, umfangreiche Erfahrungen im Strafrecht zu sammeln. Anschließend übernahm er von 1849 bis 1865 die Rolle des Amtsklägers. In dieser Zeit war er an der rechtlichen Aufarbeitung von Strafsachen beteiligt und setzte sich für eine reformierte Rechtsprechung ein.
1865 wurde Franz Anton Real zum Staatsanwalt ernannt, ein Amt, das er bis zu seinem Tod im Jahr 1878 ausübte. In dieser Funktion war er verantwortlich für die Leitung von Strafverfahren und die Vertretung des Staates in juristischen Angelegenheiten.

### Politisches Wirken
Franz Anton Real war nicht nur als Jurist aktiv, sondern auch in der Politik engagiert. Er war von 1849 bis 1878 Mitglied des Kantonsrates und gehörte zunächst der radikal-liberalen Bewegung an. Später positionierte er sich in der liberalen Mitte. In den Jahren 1862 bis 1878 war er zudem Gemeinderat der Stadt St. Gallen. 
1870 lehnte er die Wahl in den Regierungsrat ab und wurde vom 7. Dezember 1874 bis zum 1. November 1877 in den Ständerat gewählt. In dieser Funktion engagierte er sich für die rechtlichen und sozialen Belange seiner Mitbürger und war ein Verfechter des Christkatholizismus in St. Gallen. Diese Bewegung, die sich im 19. Jahrhundert als Reaktion auf die katholische Kirche entwickelte, fand in der Region zunehmend Anklang. Franz Anton Real spielte eine entscheidende Rolle dabei, die christkatholischen Werte und Überzeugungen in der Gesellschaft zu verankern und deren Verbreitung zu unterstützen.

### Juristisches Wirken
Franz Anton Real war verantwortlich für die Neubearbeitung des St. Galler Kriminalprozessrechts, was eine wichtige Reform im Justizsystem des Kantons darstellte. Diese Reform trug dazu bei, die Effizienz und Gerechtigkeit der strafrechtlichen Verfahren zu verbessern.